# Igraine
Igraine eller Ygerna var Kong Uther Pendragons hustru, og ifølge legenden sagnkongen Kong Arthur mor. Igraine døde ved Arthurs fødsel.